# Санкт-Петербургский государственный университет телекоммуникаций имени профессора М. А. Бонч-Бруевича
Санкт-Петербу́ргский госуда́рственный университе́т телекоммуника́ций им. проф. М. А. Бонч-Бруе́вича (СПбГУТ, разг. — «Бонч») — высшее учебное заведение в Санкт-Петербурге, осуществляющее подготовку специалистов в области связи и телекоммуникаций.

## История
В 1929 году в доме № 61 по набережной реки Мойки разместились Высшие курсы инженеров связи,
C 1930 года в нём обосновался Ленинградский институт инженеров связи (ЛИИС). В том же году открылся рабочий факультет (рабфак) и техникум связи, составившие с институтом единую структуру, названную Ленинградским учебным комбинатом связи (ЛУКС).
13 октября 1930 года — постановление Совнаркома СССР об организации Ленинградского института инженеров связи (на первый курс принято 662 человека).
В 1931—1941 годах — открыто вечернее отделение. Созданы издательский и научно-исследовательский секторы.
8 июня 1940 года Ленинградскому электротехническому институту связи (ЛЭИС) присвоено имя профессора М. А. Бонч-Бруевича.
В июне—августе 1941 года  — 70 % профессорско-преподавательского состава, сотрудников и студентов уходят на фронт. Кафедры вуза перестроились на выполнение военных заказов. Более 300 студентов и сотрудников ежедневно участвовали в строительстве оборонительных сооружений, 360 студентов работали на специальных военных объектах в Ленинградской области. Учебно-производственные мастерские выпускали снаряды, изготавливались приборы для военно-морского флота, радиостанции. Созданы курсы радистов-операторов, телеграфистов.
Зимой 1941—1942 года — от голода и холода умерли более 50 преподавателей и сотрудников вуза.
Январь 1942—1945 года — эвакуация ЛЭИС в Кисловодск, затем в Тбилиси. В июле 1942 года в Тбилиси возобновились занятия в институте. В январе 1945 года институт полностью вернулся в Ленинград.
В 1945 году — работают три факультета: радиосвязи и радиовещания, телефонно-телеграфной связи, вечернего обучения. Возобновилась работа аспирантуры. Созданы военная кафедра, научно-исследовательская лаборатория телевидения.
В 1947 году — проведена первая научно-техническая конференция профессорско-преподавательского состава, ставшая потом ежегодной. Институту поручена подготовка специалистов для зарубежных стран.
В 1949 году — на кафедре телевидения начались первые в России изыскания в области стереоскопического, а в 1952 году цветного телевидения.
В 1959 году — учёными и сотрудниками ЛЭИС спроектирована и построена первая в СССР опытная линия тропосферной связи. Создано около 10 новых кафедр; организовано 12 отраслевых хозрасчётных научно-исследовательских лабораторий. В посёлке Воейково, под Ленинградом, создан научно-учебный полигон. В этом же году создан экспериментальный телецентр, который совместно с Ленинградской студией телевидения проводил еженедельные передачи.
В 1960—1966 годах — ЛЭИС поручен выпуск Трудов учебных институтов связи. Организован радиотехнический факультет и филиал вуза — Завод-ВТУЗ при НПО им. Коминтерна (1963). Введён в строй второй учебный корпус и два общежития на 700 и 600 мест. ЛЭИС предоставлено право приёма к защите докторских диссертаций. Защищено 89 кандидатских диссертаций. В 1964 году образован деканат по работе с иностранными студентами. Разработаны и созданы специализированные ЭВМ. Изготовлен первый отечественный аппарат для копирования чертежей.
В 1965 году институт удостоен Диплома почёта ВДНХ СССР за экспозицию «Роль научных исследований в повышении качества учебного процесса».
В 1966 году — заведующий кафедрой телевидения, профессор П. В. Шмаков удостоен звания Героя Социалистического Труда.
В 1972 году — образованы два ведущих связных факультета — МЭС и АЭС.
В 1973 году — коллектив авторов учебника «Телевидение» удостоен Государственной премии.
В 1978—1992 годах — ЛЭИС включён в число ведущих вузов страны по научной работе (1978), награждён переходящим Красным Знаменем МС СССР и ЦК профсоюза работников связи. Началось строительство учебно-лабораторного корпуса на пр. Большевиков (1978—1992).
В 1992 году — образован факультет экономики и управления.
В 1993 году — вуз получил статус университета. Новое наименование: Санкт-Петербургский государственный университет телекоммуникаций им. проф. М. А. Бонч-Бруевича (СПбГУТ). В состав СПбГУТ включён Санкт-Петербургский колледж телекоммуникаций. Филиалами университета стали Архангельский и Смоленский колледжи телекоммуникаций. Образовано государственное образовательное учреждение «Лицей при СПбГУТ».
5 сентября 2008 году состоялась торжественная церемония открытия нового реконструированного учебного корпуса университета на пр. Большевиков.
В 2009 году при СПбГУТ создан Научно-исследовательский инновационный центр телекоммуникаций.
В 2016 году учебные корпуса на пр. Большевиков, благодаря монтажу подсветки, осуществленной при поддержке попечительского совета СПбГУТ, приобрели ещё более современной облик. Теперь здание университета в вечернее время суток радует жителей красочным световым фасадом и является своеобразной архитектурной достопримечательностью Невского района.
В 2017 году СПбГУТ занял 1-е место среди 28 технических и технологических вузов Санкт-Петербурга в рейтинге «Лучший вуз России» и 4-е место по итогам грантовой активности вузов Санкт-Петербурга; вошел в ТОП-100 лучших отраслевых вузов ежегодного Национального рейтинга университетов; стал дважды лауреатом премии Правительства Санкт-Петербурга в номинациях «В области воспитательной работы со студентами, развития их профессиональных навыков» и «В области интеграции образования, науки и промышленности».
СПбГУТ первым из вузов Санкт-Петербурга начал внедрение в учебный процесс изучение DLP-системы группы компаний InfoWatch, которая объединяет производителей решений по защите предприятий от внутренних и внешних угроз, а также информационных атак.
По итогам 2017/2018 учебного года СПбГУТ вошел в ТОП-10 лучших отраслевых вузов IX ежегодного Национального рейтинга университетов Международной информационной группы «Интерфакс» и в международный рейтинг высших учебных заведений ARES-2018 как вуз, демонстрирующий надежное качество преподавания, научной деятельности и востребованности выпускников работодателями.
Открыта новая кафедра «Радиоэлектронные комплексы дистанционного мониторинга» совместно с АО «НПП Радар ммс».
СПбГУТ в составе консорциума вузов и научных организаций получает статус участника двух Центров компетенций Национальной технологической инициативы по направлениям "Технологии беспроводной связи и «Интернета вещей» и «Технологии распределенных реестров» для создания инновационных решений в области «сквозных» технологий.
В 2019 году:
Команда СПбГУТ в финале III Национального межвузовского чемпионата «Молодые профессионалы» (Ворлдскиллс Россия) завоевала три медали по компетенциям.
Журнал СПбГУТ «Труды учебных заведений связи» включен в Перечень рецензируемых научных изданий.
АО «Швабе» и СПбГУТ подписали соглашение о научно-техническом сотрудничестве, предусматривающее реализацию совместных проектов.
Компания Electrolux и СПбГУТ подписали соглашение о сотрудничестве с целью совершенствования взаимодействия в сфере научно-технической и инновационной деятельности.
Подписан Меморандум о сотрудничестве в целях создания научно-образовательного центра мирового уровня в области сетей 5G и перспективных сетей 2030 между Правительством Санкт-Петербурга, ПАО «Ростелеком», АО «Швабе», Санкт-Петербургским государственным университетом телекоммуникаций им. проф. М. А. Бонч-Бруевича, Санкт-Петербургским государственным университетом «ЛЭТИ» им. В. И. Ульянова (Ленина), Санкт-Петербургским национальным исследовательским университетом механики и оптики, Санкт-Петербургским государственным университетом аэрокосмического приборостроения и Политехом. В консорциум вошли также крупнейшие предприятия телеком-отрасли: Rohde & Schwarz, Microsoft, Huawei, ООО «Т8», ПАО «Мегафон».
Открыта лаборатория промышленного Интернета вещей (IIoT).
Университету присвоен статус Центра проведения демонстрационного экзамена по стандартам worldskills Россия по компетенциям «Программные решения для бизнеса» и «Сетевое и системное администрирование».
Вуз участник федерального проекта «Старшее поколение» национального проекта «Демография»: обучение граждан предпенсионного возраста по компетенции «Программные решения для бизнеса».
Премию Правительства Санкт-Петербурга за выполнение дипломных проектов по заданию исполнительных органов государственной власти Санкт-Петербурга получили два студента из СПбГУТ.
В Москве состоялся финал III Национального межвузовского чемпионата «Молодые профессионалы» (worldskills Россия). Команда СПбГУТ завоевала три медали.
Три проекта СПбГУТ — Всероссийский фестиваль студенческих медиаработ «Репост», Спартакиада первокурсников «Время первых» и Студенческий Хакатон «Bonch Hack» — стали призёрами Всероссийского конкурса молодёжных проектов среди образовательных организаций высшего образования, проведенного Федеральным агентством по делам молодежи (Росмолодежь).

## Международное сотрудничество
Международное сотрудничество СПбГУТ осуществляет на основе договоров и участия преподавателей и студентов в стажировках, семинарах, конференциях, симпозиумах. Несколько лет университет активно работает по программе международного интегрированного обучения (IIS) «Двойной диплом» в партнёрстве с Высшей специальной школой Дойче Телеком г. Лейпциг (Fachhochschule Deutsche Telekom). Некоторые зарубежные высшие учебные заведения-партнёры университета:
- Donau-University (Австрия);
- Fachhochschule Leipzig (Германия);
- Fachhochschule fur Technik und Wirtschaft (Берлин, Германия);
- Lappeenranta University of Technology (Финляндия);
- University of Helsinki (Финляндия);
- ENST-Bretagne (Франция);
- TELECOM Lille 1 (Франция);
- Danderyds Gumnasium (Швеция).

С 2012 г. СПбГУТ является членом Международного союза электросвязи (МСЭ).
В 2014 году в СПбГУТ прошла международная конференция МСЭ «Калейдоскоп».

## Факультеты университета[6]
- Факультет инфокоммуникационных сетей и систем (ИКСС)
- Факультет радиотехнических систем и робототехники (РСР)
- Факультет информационных технологий и программной инженерии (ИТПИ)
- Факультет кибербезопасности (КБ)
- Факультет социальных технологий и экономики данных (СТЭД)
- Институт магистратуры (ИМ)
- Институт непрерывного образования (ИНО)
- Отдел дополнительного профессионального образования (ОДПО)
- Военный учебный центр (ВУЦ)
- Колледж телекоммуникаций (СПбКТ)

## Внеучебная деятельность
В университете с 2005 года действует Студенческий совет СПбГУТ.
В состав Студенческого совета СПбГУТ входят:
- Студенческие советы факультетов, институтов, колледжей и военного учебного центра;
- Совет иностранных студентов;
- Объединённый Студенческий совет общежитий;
- Избирательная комиссия;
- Волонтёрский отряд «Доброе сердце»;
- Студенческий педагогический отряд «Орбита»;
- Комитеты по приоритетным направлениям деятельности.

В июне 2013 года Студенческий Совет СПбГУТ стал лучшим в России.
В июне 2014 года Студенческий Совет СПбГУТ стал всероссийским лауреатом в номинации «Лидер и его команда».
В июне 2015 года Студенческий Совет СПбГУТ стал всероссийским лауреатом в номинации «Лучший орган Студенческого самоуправления».
В ноябре 2022 года Студенческий совет СПбГУТ стал абсолютным лидером регионального конкурса на лучшую организацию деятельности органов студенческого самоуправления — команда получила диплом за I место.
СПбГУТ на городском уровне лидирует в баскетболе, мини-футболе и волейболе.
С 2013 года в университете работает Научно-образовательный центр «Медиацентр», где студенты создают свои проекты в сфере медиа. На базе НОЦа работают новостная студенческая реакция «BonchNews» и радиостанция «Радио Бонч», которая имеет статус «Лучшая студенческая радиостанция на территории евразийского экономического союза — 2019».

## Ректоры ЛЭИС—СПбГУТ
На 2023 год пост ректора ЛЭИС и СПбГУТ занимали 15 человек:
- Парижер Семён Савич: 16.08. 1930 — 01.09.1931 гг., первый директор Ленинградского института связи;
- Панов Николай Николаевич: 01.09.1931 — 08.01. 1935 гг.;
- Иванов Константин Евстафьевич: 01.06.1935 — 03.11.1937 гг.;
- Сидоров Фёдор Ефимович: 09.11.1937 — 05.08.1941 гг. и 18.07.1944 — 11.09.1945 гг.;
- Каменев Михаил Андреевич: 11.08.1941 — 18.07.1944 гг.;
- Степанов Сергей Васильевич: 11.08.1945 — 05.11.1956 гг.;
- Муравьёв Константин Хрисанфович: 29.10 1956 — 22.12.1971 гг.;
- Миронов Виктор Михайлович: 1972—1975 гг.;
- Куликовский Юрий Петрович: 1975—1983 гг.;
- Гомзин Вадим Николаевич: 1983—1989 гг.;
- Сиверс Мстислав Аркадьевич: 1989—1996 гг.;
- Галкин Сергей Леонидович: 1997—1998 гг.;
- Гоголь Александр Александрович: 1999—2011 гг.;
- Бачевский Сергей Викторович: 2012—2022 гг.;
- Киричек Руслан Валентинович: с января 2023 года.

## Фотогалерея

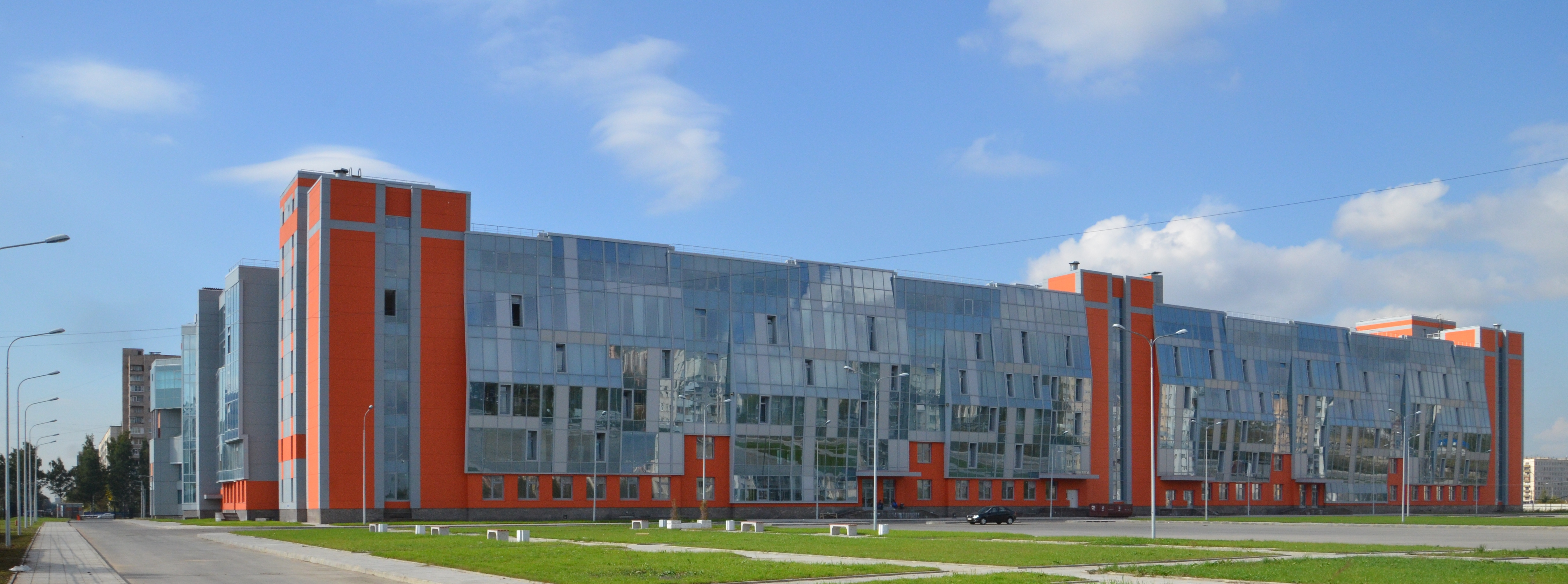
Учебно-лабораторный корпус СПбГУТ на пр. Большевиков
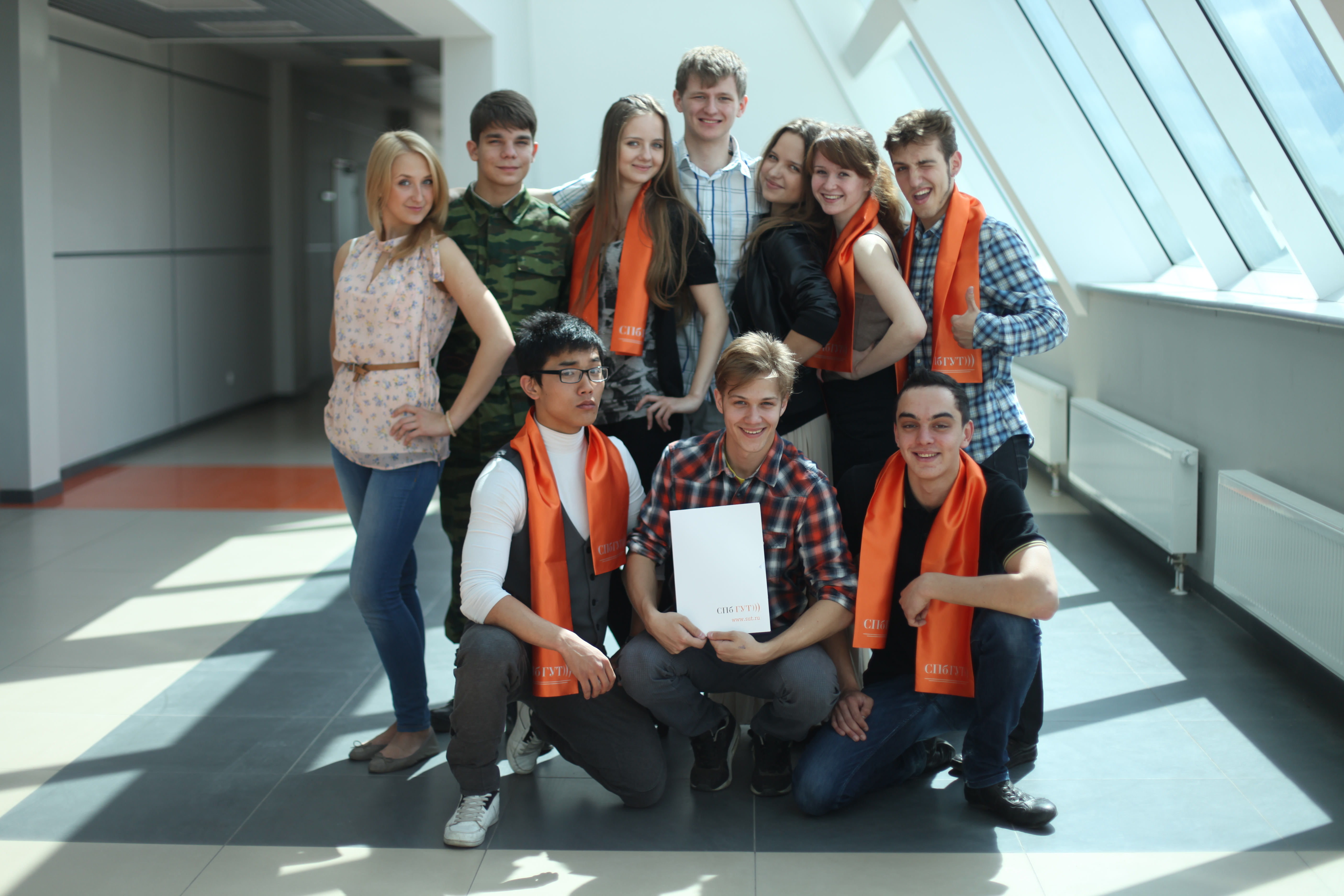
Студенты СПбГУТ
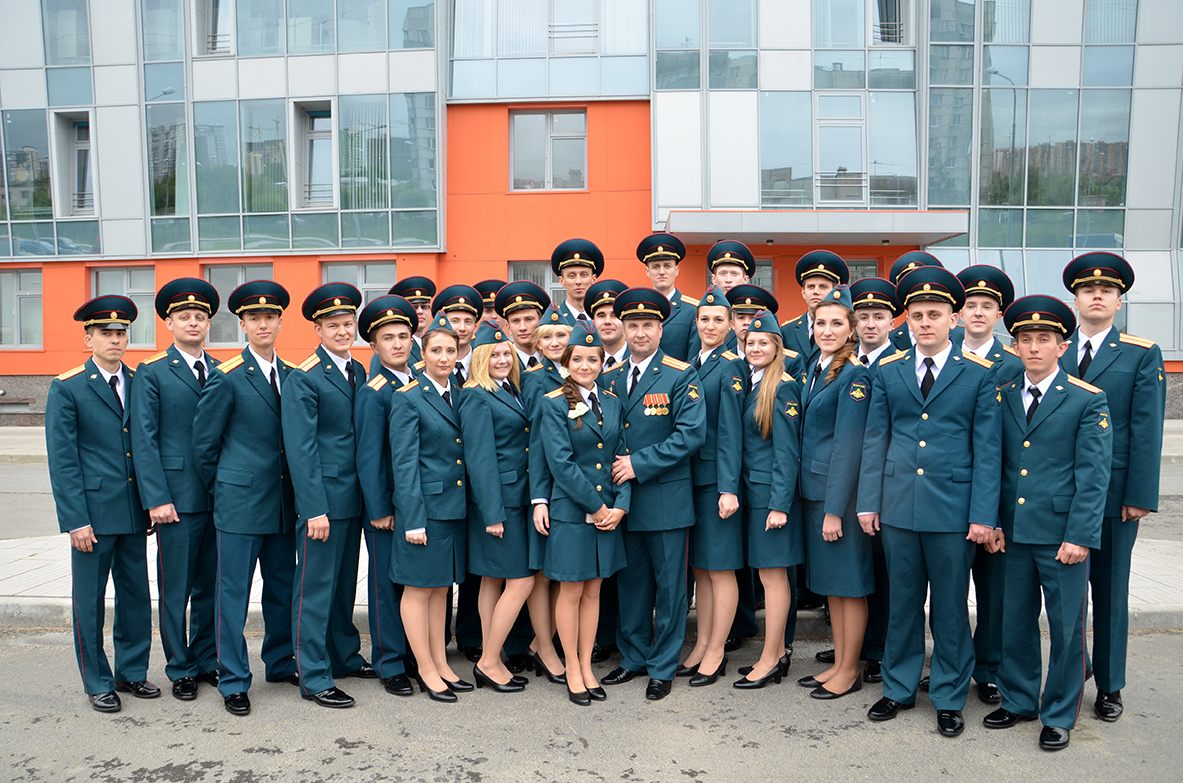
Выпуск Института военного образования СПбГУТ, 2014 г.
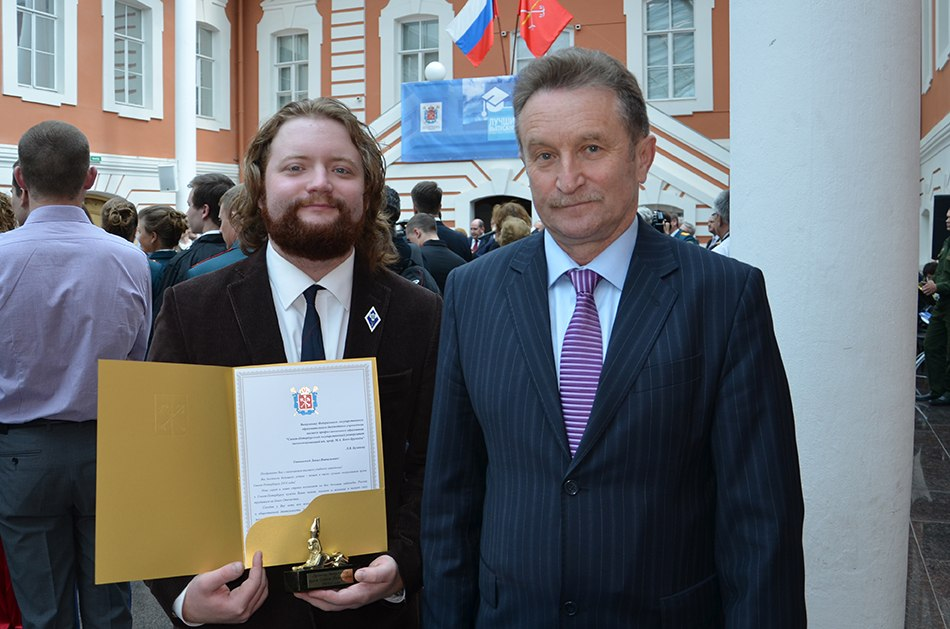
Лучший выпускник СПбГУТ, 2014 г.
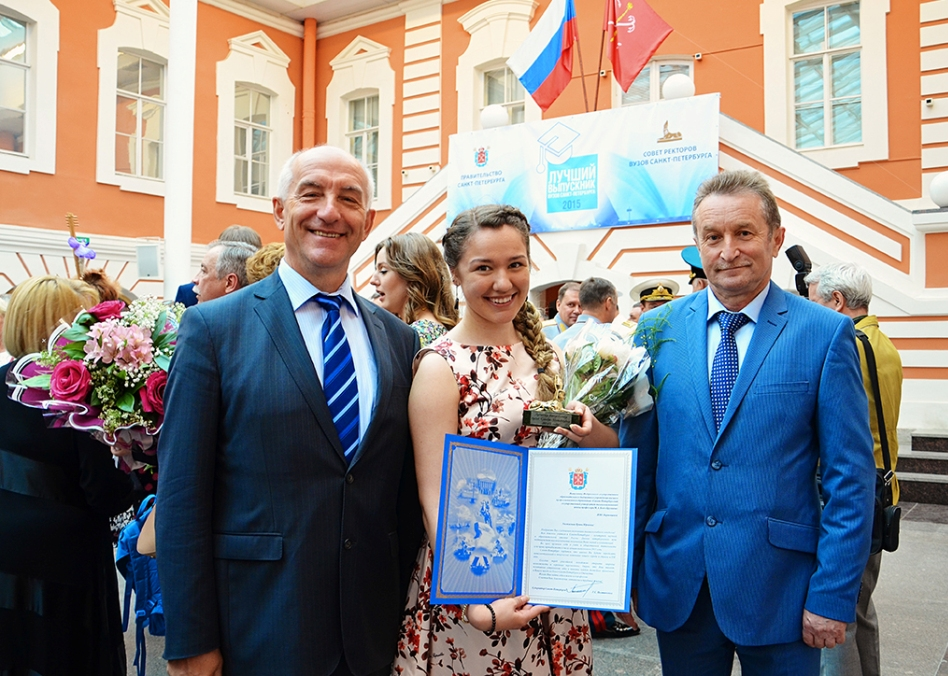
Лучший выпускник СПбГУТ, 2015 год
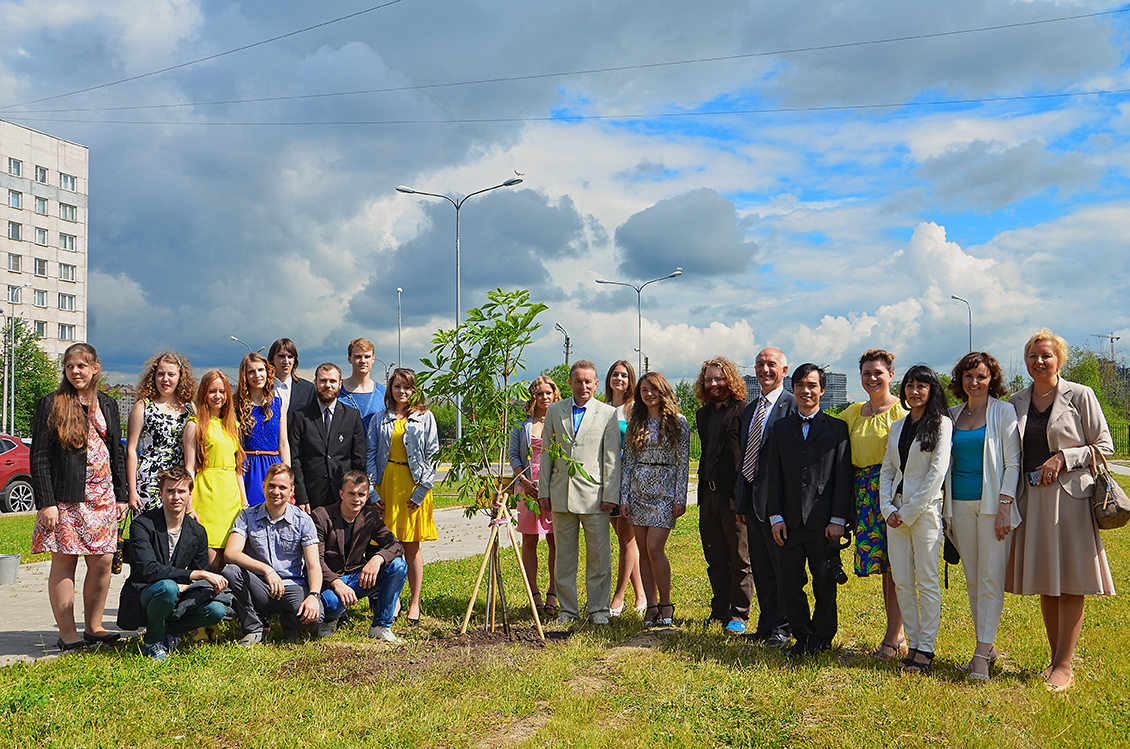
Закладка аллеи выпускников в СПбГУТ, 2015 год